# تدقيق خارجي
التدقيق الخارجي ، (بالإنجليزية: External auditor)‏ هو عملية يقوم بها المدقق المستقل بفحص القوائم المالية والسجلات المحاسبية بهدف إعطاء رأي عن مدى عدالة القوائم المالية والحسابات والتزامها بمعايير المحاسبة المقبولة عموماً Generally Accepted Accounting Principles GAAP أو معايير التقارير المالية الدولية International Financial Reporting Standards IFRS .

## الجهات المسؤولة عن التدقيق
المسؤولية عن عملية إجراء التدقيق ، تتم حسب طبيعة المنشأة ، ففي المنشئات الحكومية تكون مسؤولية التدقيق لجهات رقابية حكومية مثل ديوان المحاسبة أو وزارة المالية أو جهات رقابية مالية حكومية أُخرى حسب أنظمة وتشريعات الدولة التي تتبع لها تلك المنشأة أو الدائرة .
أما في القطاع الخاص ، فتتولى مكاتب التدقيق المرخصة من قبل الدولة التي تتواجد فيها ، عمليات التدقيق على منشئات القطاع الخاص .

## الإجراءات المتبعة
التدقيق الخارجي التقليدي يشمل ثلاثة فروع:
أولاً: الفحص (بالإنجليزية: EXAM)‏؛ وهو أعلى درجات التأكيد (بالإنجليزية: HIGH ASSURANCE)‏؛ ويكون تقريره متضمناً لـلرأي حول عدالة القوائم المالية، ويكون نطاقه شاملاً لكامل FULL SCOPE نطاق المحاسبة والرقابة الداخلية والعوامل الأخرى حيث يتم أخذ عينات حسب الخطورة والأهمية النسبية.
ثانياً: المراجعة (بالإنجليزية: REVIEW)‏؛ وهي متوسطة التأكيد (بالإنجليزية: MODEARTE)‏، تعطي تقريرا يتضمن توكيداً سلبيا (سيكون التقرير هكذا : لا يوجد خطأ في الالتزام بمعايير المحاسبة المقبولة في القوائم المالية)؛وقد يكون النطاق محدودا حسب الاستفسار المقدم (هل يوجد خطأ بفواتير شهر س ؟) أو حسب التحليل المطلوب.
ثالثاً: الخدمات المتفق عليها (بالإنجليزية: AGREED-UPON SERVICES)‏، وتختلف درجة التأكيد حسب نوعية الخدمات، ويصدر عند إنجازها تقرير به نتائج ويكون النطاق حسب الحالة أو الاتفاق.
لذا إن التدقيق أشمل من المراجعة، والتدقيق أساساً يقوم على الفحص ولكنه قد يتضمن مراجعة أو خدمات متفق عليها، لذا نرجو عدم الخلط بين التدقيق والمراجعة، والأصح استخدام مصطلح التدقيق (بالإنجليزية: AUDITING)‏ وليس المراجعة (بالإنجليزية: REVIEW)‏

## وصلات خارجية
- موقع دليل المحاسبين
- المجمع العربي للمحاسبين القانونيين
- السعودية للمحاسبين القانونيين